# جيرالد ر. موراي
جيرالد ر. موراي (بالإنجليزية: Gerald R. Murray)‏ (ولد في 18 يناير 1956 في بويلينغ سبرينغز، كليفلاند، كارولاينا الشمالية، الولايات المتحدة) كان الرقيب الرابع عشر في سلاح الجو. خدم موراي في سلاح الجو الأمريكي من 1977 إلى 2006 حيث تقاعد بعد 29 عاما من الخدمة المتميزة.
خدم موراي في الخارج في تركيا واليابان ونشر لدعم عملية عاصفة الصحراء وعملية المراقبة الجنوبية.